# Qar (médico)
Qar fue un médico durante la Dinastía VI de Egipto, la cual duró desde aproximadamente 2350 hasta 2180 a. C. Era el médico real.

## Tumba de Qar
Adil Hussein descubrió su tumba al norte de la pirámide de Sejemjet en 2001.[ Qar murió a la edad de cincuenta años  y sus restos momificados fueron descubiertos por los arqueólogos en diciembre de 2006 en su mastaba en Saqqara, Egipto. Como muchas otras tumbas en Saqqara, su tumba fue reutilizada varias veces.